# Stazione di Seolleung
La stazione di Seolleung (선릉역 - 宣陵驛, Seolleung-yeok ) è una stazione della metropolitana di Seul e offre l'interscambio fra la linea 2 della metropolitana, e la Bundang della Korail. La stazione si trova nel quartiere di Gangnam-gu a Seul. Prima dell'estensione a Wangsimni della linea Bundang nell'autunno 2012, la stazione ne è stata per alcuni anni il capolinea.